# Amar Fatah
Amar Abdirahman Ahmed Fatah (19 februari 2004) is een Zweeds voetballer  van Somalische afkomst die door Troyes AC wordt uitgeleend aan Lommel SK.

## Clubcarrière
Ahmed maakte op 7 november 2021 zijn officiële debuut in het eerste elftal van AIK Fotboll: in de competitiewedstrijd tegen Östersunds FK (3-0-winst) liet trainer Bartosz Grzelak hem in de 82e minuut invallen. AIK Fotboll eindigde dat seizoen tweede in de Allsvenskan. In 2022 speelde hij naast negen competitiewedstrijden ook vier bekerwedstrijden (2021/22) en zes Conference League-voorrondewedstrijden.
In augustus 2022 ondertekende hij een vijfjarig contract bij de Franse eersteklasser Troyes AC, dat 4,7 miljoen euro voor hem neertelde. Op 28 december 2022 maakte hij er zijn debuut in de Ligue 1: op de zestiende competitiespeeldag liet trainer Patrick Kisnorbo hem in het 0-0-gelijkspel tegen FC Nantes in de 71e minuut invallen voor Wilson Odobert. Op 8 januari 2023 kreeg hij in de bekerwedstrijd tegen Lille OSC (2-0-verlies) zijn eerste basisplaats. Ahmed had op dat moment ook al drie competitiewedstrijden voor het tweede elftal van de club in de Championnat National 3 gespeeld.
Op 31 januari 2023 leende Troyes hem voor de rest van het seizoen uit aan de Belgische tweedeklasser Lommel SK, die eveneens deel uitmaakt van de City Football Group.